# 1627 Ivar
1627 Ivar là một tiểu hành tinh ngang Sao Hỏa cỡ lớn được phát hiện năm 1929 bởi Ejnar Hertzsprung ở Đài thiên văn Union ở Johannesburg, Cộng hòa Nam Phi.